# ジャンカルロ・パドバン
ジャンカルロ・パドバン（Giancarlo Padovan,1958年-）はイタリア出身のサッカージャーナリスト、イタリアサッカー連盟理事。
女子サッカー・セリエAで監督を務めた経験を持つ、トリノのスポーツ紙『トゥットスポルト』の元編集長。ミラノの民放テレビ局イタリア『7ゴールド』のスポーツ局長や、週刊サッカー新聞『Calcio GP』の編集長を歴任し、2014年よりアルバニア共和国の民放テレビ局「アゴン・チャンネル」のスポーツ局長。日本のサッカー誌「ワールドサッカーダイジェスト」にコラムを寄稿してもいる。